# Sainte-Sabine (Les Etchemins)
Pour les articles homonymes, voir Sainte-Sabine.
Sainte-Sabine est une municipalité de paroisse dans la municipalité régionale de comté des Etchemins au Québec (Canada), située dans la région administrative de Chaudière-Appalaches.

## Toponymie
Le village a été nommé en l'honneur de l'église Sainte-Sabine de Rome, église romaine souvent visitée par le cardinal Louis-Nazaire Bégin, consacrée à la martyre Sabine de Rome.

## Histoire

### Chronologie
- 26 août 1908 : Fondation de la municipalité de paroisse de Sainte-Sabine

## Géographie
La rivière Etchemin, qui se déverse dans l'estuaire fluviale du Saint-Laurent à Lévis, délimite le nord-ouest de la municipalité.
Le crénon de la rivière à la Roche, qui coule vers le sud-est, se situe au nord-ouest du village. Plusieurs ruisseaux coulent dans la municipalité dont les ruisseaux Rivière du Douze et Rivière Bourget.

## Démographie
| 1911 | 1921 | 1931 | 1941  | 1951  |
| ---- | ---- | ---- | ----- | ----- |
| 585  | 661  | 769  | 1 018 | 1 079 |

| 1956  | 1961 | 1966 | 1971 | 1976 |
| ----- | ---- | ---- | ---- | ---- |
| 1 128 | 966  | 728  | 608  | 584  |

| 1981 | 1986 | 1991 | 1996 | 2001 |
| ---- | ---- | ---- | ---- | ---- |
| 531  | 504  | 455  | 455  | 403  |

| 2006 | 2011 | 2016 | 2021 | - |
| ---- | ---- | ---- | ---- | - |
| 408  | 386  | 358  | 343  | - |

## Administration
Les élections municipales se font en bloc pour le maire et les six conseillers.
| Sainte-Sabine Maires depuis 2001                                                                                     |                       |                                                            |          |
| Élection | Maire                 | Qualité                                                    | Résultat |
| 2001 | Denis Boutin          | Maire (1993-2019) Conseiller (1985-1993) Décès en fonction | Voir     |
| 2005 | Denis Boutin          | Maire (1993-2019) Conseiller (1985-1993) Décès en fonction | Voir     |
| 2009 | Denis Boutin          | Maire (1993-2019) Conseiller (1985-1993) Décès en fonction | Voir     |
| 2013 | Denis Boutin          | Maire (1993-2019) Conseiller (1985-1993) Décès en fonction | Voir     |
| 2017 | Denis Boutin          | Maire (1993-2019) Conseiller (1985-1993) Décès en fonction | Voir     |
| mars 2019 | Simon Carrier Tanguay | Conseiller                                                 | Voir     |
| 2021 | Simon Carrier Tanguay | Conseiller                                                 | Voir     |
| Élection partielle en italique Depuis 2005, les élections sont simultanées dans toutes les municipalités québécoises |                       |                                                            |          |

## Personnalités liées à la municipalité
- Patrick Lemieux, (1976-) guitariste du groupe Kaïn